# José María Cases
José María Cases, né le 23 novembre 1986 à Orihuela en Espagne, est un footballeur espagnol. Il évolue au Orihuela CF au poste  d'ailier.

## Biographie
José María Cases joue deux matchs en première division espagnole avec le club de Villarreal. Il joue également un match en Coupe de l'UEFA avec cette équipe.
Il inscrit 10 buts en première division grecque avec l'équipe de Panthrakikos.